# Walter Georg Schmidt
Walter Georg Schmidt (ur. 18 października 1903 w Dreźnie, zm. ?) – zbrodniarz nazistowski, esesman, członek załogi niemieckiego obozu koncentracyjnego Auschwitz-Birkenau.
Członek SS i SA. Należał do personelu obozu Auschwitz od 1942 do stycznia 1945. Wielokrotnie katował więźniów, nieraz ze skutkiem śmiertelnym. Oprócz tego uczestniczył w transportowaniu Żydów do komór gazowych w Birkenau. 22 marca 1951 wschodnioniemiecki sąd w Dreźnie skazał go za wyżej wymienione zbrodnie na dożywotnie pozbawienie wolności. Wyrok zatwierdził 19 czerwca 1951 Sąd Najwyższy Niemieckiej Republiki Demokratycznej.